# Oktiabrski (Pervomaiski)
Oktiabrski - Октябрьский (rus) és un possiólok del krai de Krasnodar, a Rússia. Es troba a la vora d'un petit afluent per la dreta del Sossika, tributari del Ieia. És a 24 km al sud de Kusxóvskaia i a 150 km al nord-est de Krasnodar. Pertany al possiólok de Pervomaiski.